# Polonia en la Copa Mundial de Fútbol de 1974
Polonia es una de las 16 selecciones participantes en la Copa Mundial de Fútbol de Alemania 1974, la que es su segunda participación en un mundial.

## Clasificación

### Grupo 5
| Pos. | País       | Pts | J | G | E | P | GF | GC | GD |
| ---- | ---------- | --- | - | - | - | - | -- | -- | -- |
| 1    | Polonia    | 5   | 4 | 2 | 1 | 1 | 6  | 3  | +3 |
| 2    | Inglaterra | 4   | 4 | 1 | 2 | 1 | 3  | 4  | -1 |
| 3    | Gales      | 3   | 4 | 1 | 1 | 2 | 3  | 5  | -2 |

| 28-3-1973 | Gales                  | 2 – 0   | Polonia | Cardiff, Gales     |                    |
|           | James 46' · Hockey 85' | Reporte |         | Árbitro(s): Sureda | Árbitro(s): Sureda |

| 6-6-1973 | Polonia                   | 2 – 0   | Inglaterra | Chorzów, Polonia     |                      |
|          | Gadocha 7' · Lubański 47' | Reporte |            | Árbitro(s): Schiller | Árbitro(s): Schiller |

| 26-9-1973 | Polonia                               | 3 – 0   | Gales | Chorzów, Polonia     |                      |
|           | Gadocha 29' · Lato 34' · Domarski 53' | Reporte |       | Árbitro(s): Dahlberg | Árbitro(s): Dahlberg |

| 17-10-1973 | Inglaterra        | 1 – 1   | Polonia      | Londres, Inglaterra |                    |
|            | Clarke 63' (pen.) | Reporte | Domarski 57' | Árbitro(s): Loraux  | Árbitro(s): Loraux |

## Jugadores
Estos son los 22 jugadores convocados para el torneo:

## Resultados
Polonia terminó en tercer lugar.

### Grupo 4
| Selección | Pts. | PJ | PG | PE | PP | GF | GC | Dif. |
| --------- | ---- | -- | -- | -- | -- | -- | -- | ---- |
| Polonia   | 6    | 3  | 3  | 0  | 0  | 12 | 3  | 9    |
| Argentina | 3    | 3  | 1  | 1  | 1  | 7  | 5  | 2    |
| Italia    | 3    | 3  | 1  | 1  | 1  | 5  | 4  | 1    |
| Haití     | 0    | 3  | 0  | 0  | 3  | 2  | 14 | -12  |

| 15 de junio de 1974, 18:00 | Polonia                    | 3:2 (2:0) | Argentina                   | Neckarstadion, Stuttgart                                         |                                                                  |
|                            | Lato 7', 62' · Szarmach 8' | Reporte   | Heredia 60' · Babington 66' | Asistencia: 32.700 espectadores Árbitro(s): Clive Thomas (Gales) | Asistencia: 32.700 espectadores Árbitro(s): Clive Thomas (Gales) |

| 2  | PO | Jan Tomaszewski    |     |
| 4  | DF | Antoni Szymanowski |     |
| 6  | DF | Jerzy Gorgoń       |     |
| 9  | DF | Władysław Żmuda    |     |
| 10 | DF | Adam Musiał        |     |
| 12 | MC | Kazimierz Deyna    |     |
| 13 | MC | Henryk Kasperczak  |     |
| 14 | MC | Zygmunt Maszczyk   |     |
| 16 | DE | Grzegorz Lato      |     |
| 17 | DE | Andrzej Szarmach   | 70' |
| 18 | DE | Robert Gadocha     | 85' |
| DT | DT | Kazimierz Górski   |     |

| 1  | PO | Daniel Carnevali      |     |
| 5  | DF | Ángel Bargas          | 67' |
| 10 | DF | Ramón Heredia         |     |
| 14 | DF | Roberto Perfumo       |     |
| 16 | DF | Francisco Sá          |     |
| 20 | DF | Enrique Wolff         |     |
| 6  | MC | Miguel Ángel Brindisi | 46' |
| 2  | DE | Rubén Ayala           |     |
| 3  | DE | Carlos Babington      |     |
| 4  | DE | Agustín Balbuena      |     |
| 13 | DE | Mario Alberto Kempes  |     |
| DT | DT | Vladislao Cap         |     |

| 19 | DE | Jan Domarski      | 70' |
| 11 | DE | Lesław Ćmikiewicz | 85' |

| 11 | MC | René Houseman | 46' |
| 18 | DF | Roberto Telch | 67' |

| Anotado | 7'  | Grzegorz Lato    |
| Anotado | 8'  | Andrzej Szarmach |
| Anotado | 62' | Grzegorz Lato    |

| Anotado | 60' | Ramón Heredia    |
| Anotado | 66' | Carlos Babington |

| Amonestado | 21' | Roberto Perfumo  |
| Amonestado | 47' | Carlos Babington |

| Árbitro             | Clive Thomas         |
| Árbitros asistentes | Tony Boskovic        |
| Árbitros asistentes | Hans-Joachim Weyland |

| 2  | PO | Jan Tomaszewski    |     |
| 4  | DF | Antoni Szymanowski |     |
| 6  | DF | Jerzy Gorgoń       |     |
| 9  | DF | Władysław Żmuda    |     |
| 10 | DF | Adam Musiał        |     |
| 12 | MC | Kazimierz Deyna    |     |
| 13 | MC | Henryk Kasperczak  |     |
| 14 | MC | Zygmunt Maszczyk   |     |
| 16 | DE | Grzegorz Lato      |     |
| 17 | DE | Andrzej Szarmach   | 70' |
| 18 | DE | Robert Gadocha     | 85' |
| DT | DT | Kazimierz Górski   |     |

| 1  | PO | Daniel Carnevali      |     |
| 5  | DF | Ángel Bargas          | 67' |
| 10 | DF | Ramón Heredia         |     |
| 14 | DF | Roberto Perfumo       |     |
| 16 | DF | Francisco Sá          |     |
| 20 | DF | Enrique Wolff         |     |
| 6  | MC | Miguel Ángel Brindisi | 46' |
| 2  | DE | Rubén Ayala           |     |
| 3  | DE | Carlos Babington      |     |
| 4  | DE | Agustín Balbuena      |     |
| 13 | DE | Mario Alberto Kempes  |     |
| DT | DT | Vladislao Cap         |     |

| 19 | DE | Jan Domarski      | 70' |
| 11 | DE | Lesław Ćmikiewicz | 85' |

| 11 | MC | René Houseman | 46' |
| 18 | DF | Roberto Telch | 67' |

| Anotado | 7'  | Grzegorz Lato    |
| Anotado | 8'  | Andrzej Szarmach |
| Anotado | 62' | Grzegorz Lato    |

| Anotado | 60' | Ramón Heredia    |
| Anotado | 66' | Carlos Babington |

| Amonestado | 21' | Roberto Perfumo  |
| Amonestado | 47' | Carlos Babington |

| Árbitro             | Clive Thomas         |
| Árbitros asistentes | Tony Boskovic        |
| Árbitros asistentes | Hans-Joachim Weyland |

| 19 de junio de 1974, 19:30 | Haití | 0:7 (0:5) | Polonia                                                         | Estadio Olímpico de Múnich, Múnich                                         |                                                                            |
|                            |       | Reporte   | Lato 17', 87' · Deyna 18' · Szarmach 30', 34', 50' · Gorgon 31' | Asistencia: 25.300 espectadores Árbitro(s): Govindasamy Suppiah (Singapur) | Asistencia: 25.300 espectadores Árbitro(s): Govindasamy Suppiah (Singapur) |

| 1  | PO | Henri Françillon  |     |
| 3  | DF | Arsène Auguste    |     |
| 4  | DF | Fritz André       | 37' |
| 6  | DF | Pierre Bayonne    |     |
| 14 | DF | Wilner Nazaire    |     |
| 7  | MC | Philippe Vorbe    |     |
| 8  | MC | Jean-Claude Désir |     |
| 9  | MC | Eddy Antoine      |     |
| 10 | MC | Guy François      |     |
| 15 | DE | Roger Saint-Vil   | 46' |
| 20 | DE | Emmanuel Sanon    |     |
| DT | DT | Antoine Tassy     |     |

| 2  | PO | Jan Tomaszewski    |     |
| 4  | DF | Antoni Szymanowski |     |
| 6  | DF | Jerzy Gorgoń       |     |
| 9  | DF | Władysław Żmuda    |     |
| 10 | DF | Adam Musiał        | 71' |
| 12 | MC | Kazimierz Deyna    |     |
| 13 | MC | Henryk Kasperczak  |     |
| 14 | MC | Zygmunt Maszczyk   | 65' |
| 16 | DE | Grzegorz Lato      |     |
| 17 | DE | Andrzej Szarmach   |     |
| 18 | DE | Robert Gadocha     |     |
| DT | DT | Kazimierz Górski   |     |

| 18 | DF | Claude Barthélemy | 37' |
| 13 | DE | Serge Racine      | 46' |

| 11 | MC | Lesław Ćmikiewicz | 65' |
| 5  | DF | Zbigniew Gut      | 71' |

| Anotado | 17' | Grzegorz Lato    |
| Anotado | 18' | Kazimierz Deyna  |
| Anotado | 30' | Andrzej Szarmach |
| Anotado | 31' | Jerzy Gorgoń     |
| Anotado | 34' | Andrzej Szarmach |
| Anotado | 50' | Andrzej Szarmach |
| Anotado | 87' | Grzegorz Lato    |

| Amonestado | 71' | Pierre Bayonne |

| Árbitro             | Govindasamy Suppiah |
| Árbitros asistentes | Károly Palotai      |
| Árbitros asistentes | Erich Linemayr      |

| 1  | PO | Henri Françillon  |     |
| 3  | DF | Arsène Auguste    |     |
| 4  | DF | Fritz André       | 37' |
| 6  | DF | Pierre Bayonne    |     |
| 14 | DF | Wilner Nazaire    |     |
| 7  | MC | Philippe Vorbe    |     |
| 8  | MC | Jean-Claude Désir |     |
| 9  | MC | Eddy Antoine      |     |
| 10 | MC | Guy François      |     |
| 15 | DE | Roger Saint-Vil   | 46' |
| 20 | DE | Emmanuel Sanon    |     |
| DT | DT | Antoine Tassy     |     |

| 2  | PO | Jan Tomaszewski    |     |
| 4  | DF | Antoni Szymanowski |     |
| 6  | DF | Jerzy Gorgoń       |     |
| 9  | DF | Władysław Żmuda    |     |
| 10 | DF | Adam Musiał        | 71' |
| 12 | MC | Kazimierz Deyna    |     |
| 13 | MC | Henryk Kasperczak  |     |
| 14 | MC | Zygmunt Maszczyk   | 65' |
| 16 | DE | Grzegorz Lato      |     |
| 17 | DE | Andrzej Szarmach   |     |
| 18 | DE | Robert Gadocha     |     |
| DT | DT | Kazimierz Górski   |     |

| 18 | DF | Claude Barthélemy | 37' |
| 13 | DE | Serge Racine      | 46' |

| 11 | MC | Lesław Ćmikiewicz | 65' |
| 5  | DF | Zbigniew Gut      | 71' |

| Anotado | 17' | Grzegorz Lato    |
| Anotado | 18' | Kazimierz Deyna  |
| Anotado | 30' | Andrzej Szarmach |
| Anotado | 31' | Jerzy Gorgoń     |
| Anotado | 34' | Andrzej Szarmach |
| Anotado | 50' | Andrzej Szarmach |
| Anotado | 87' | Grzegorz Lato    |

| Amonestado | 71' | Pierre Bayonne |

| Árbitro             | Govindasamy Suppiah |
| Árbitros asistentes | Károly Palotai      |
| Árbitros asistentes | Erich Linemayr      |

| 23 de junio de 1974, 16:00 | Polonia                  | 2:1 (2:0) | Italia      | Neckarstadion, Stuttgart                                                            |                                                                                     |
|                            | Szarmach 38' · Deyna 44' | Reporte   | Capello 85' | Asistencia: 70.100 espectadores Árbitro(s): Hans Joachim Weyland (Alemania Federal) | Asistencia: 70.100 espectadores Árbitro(s): Hans Joachim Weyland (Alemania Federal) |

| 2  | PO | Jan Tomaszewski    |     |
| 4  | DF | Antoni Szymanowski |     |
| 6  | DF | Jerzy Gorgoń       |     |
| 9  | DF | Władysław Żmuda    |     |
| 10 | DF | Adam Musiał        |     |
| 12 | MC | Kazimierz Deyna    |     |
| 13 | MC | Henryk Kasperczak  |     |
| 14 | MC | Zygmunt Maszczyk   |     |
| 16 | DE | Grzegorz Lato      |     |
| 17 | DE | Andrzej Szarmach   | 78' |
| 18 | DE | Robert Gadocha     |     |
| DT | DT | Kazimierz Górski   |     |

| 1  | PO | Dino Zoff            |     |
| 5  | DF | Luciano Spinosi      |     |
| 10 | DF | Giacinto Facchetti   |     |
| 14 | DF | Francesco Morini     |     |
| 16 | DF | Tarcisio Burgnich    | 33' |
| 20 | MC | Romeo Benetti        |     |
| 6  | MC | Sandro Mazzola       |     |
| 2  | MC | Fabio Capello        |     |
| 3  | MC | Franco Causio        |     |
| 4  | DE | Giorgio Chinaglia    | 46' |
| 13 | DE | Pietro Anastasi      |     |
| DT | DT | Ferruccio Valcareggi |     |

| 11 | DE | Lesław Ćmikiewicz | 78' |

| 15 | DF | Giuseppe Wilson    | 33' |
| 20 | DE | Roberto Boninsegna | 46' |

| Anotado | 38' | Andrzej Szarmach |
| Anotado | 44' | Kazimierz Deyna  |

| Anotado | 85' | Fabio Capello |

| Amonestado | 25' | Henryk Kasperczak |
| Amonestado | 84' | Adam Musiał       |

| Amonestado | 71' | Roberto Boninsegna |

| Árbitro             | Hans-Joachim Weyland |
| Árbitros asistentes | Werner Winsemann     |
| Árbitros asistentes | Garhard Schulenburg  |

| 2  | PO | Jan Tomaszewski    |     |
| 4  | DF | Antoni Szymanowski |     |
| 6  | DF | Jerzy Gorgoń       |     |
| 9  | DF | Władysław Żmuda    |     |
| 10 | DF | Adam Musiał        |     |
| 12 | MC | Kazimierz Deyna    |     |
| 13 | MC | Henryk Kasperczak  |     |
| 14 | MC | Zygmunt Maszczyk   |     |
| 16 | DE | Grzegorz Lato      |     |
| 17 | DE | Andrzej Szarmach   | 78' |
| 18 | DE | Robert Gadocha     |     |
| DT | DT | Kazimierz Górski   |     |

| 1  | PO | Dino Zoff            |     |
| 5  | DF | Luciano Spinosi      |     |
| 10 | DF | Giacinto Facchetti   |     |
| 14 | DF | Francesco Morini     |     |
| 16 | DF | Tarcisio Burgnich    | 33' |
| 20 | MC | Romeo Benetti        |     |
| 6  | MC | Sandro Mazzola       |     |
| 2  | MC | Fabio Capello        |     |
| 3  | MC | Franco Causio        |     |
| 4  | DE | Giorgio Chinaglia    | 46' |
| 13 | DE | Pietro Anastasi      |     |
| DT | DT | Ferruccio Valcareggi |     |

| 11 | DE | Lesław Ćmikiewicz | 78' |

| 15 | DF | Giuseppe Wilson    | 33' |
| 20 | DE | Roberto Boninsegna | 46' |

| Anotado | 38' | Andrzej Szarmach |
| Anotado | 44' | Kazimierz Deyna  |

| Anotado | 85' | Fabio Capello |

| Amonestado | 25' | Henryk Kasperczak |
| Amonestado | 84' | Adam Musiał       |

| Amonestado | 71' | Roberto Boninsegna |

| Árbitro             | Hans-Joachim Weyland |
| Árbitros asistentes | Werner Winsemann     |
| Árbitros asistentes | Garhard Schulenburg  |

### Segunda ronda
| Selección        | Pts. | PJ | PG | PE | PP | GF | GC | Dif. |
| ---------------- | ---- | -- | -- | -- | -- | -- | -- | ---- |
| Alemania Federal | 6    | 3  | 3  | 0  | 0  | 7  | 2  | 5    |
| Polonia          | 4    | 3  | 2  | 0  | 1  | 3  | 2  | 1    |
| Suecia           | 2    | 3  | 1  | 0  | 2  | 4  | 6  | -2   |
| Yugoslavia       | 0    | 3  | 0  | 0  | 3  | 2  | 6  | -4   |

| 26 de junio de 1974, 19:30 | Suecia | 0:1 (0:1) | Polonia  | Neckarstadion, Stuttgart                                            |                                                                     |
|                            |        | Reporte   | Lato 43' | Asistencia: 44.955 espectadores Árbitro(s): Ramón Barreto (Uruguay) | Asistencia: 44.955 espectadores Árbitro(s): Ramón Barreto (Uruguay) |

| 1  | PO | Ronnie Hellström  |     |
| 3  | DF | Kent Karlsson     |     |
| 4  | DF | Björn Nordqvist   |     |
| 5  | DF | Björn Andersson   | 60' |
| 13 | DF | Roland Grip       |     |
| 6  | MC | Ove Grahn         |     |
| 7  | MC | Bo Larsson        |     |
| 14 | MC | Staffan Tapper    | 80' |
| 8  | DE | Conny Torstensson |     |
| 10 | DE | Ralf Edström      |     |
| 11 | DE | Roland Sandberg   |     |
| DT | DT | Georg Ericson     |     |

| 2  | PO | Jan Tomaszewski    |     |
| 4  | DF | Antoni Szymanowski |     |
| 5  | DF | Zbigniew Gut       |     |
| 6  | DF | Jerzy Gorgoń       |     |
| 9  | DF | Władysław Żmuda    |     |
| 12 | MC | Kazimierz Deyna    |     |
| 13 | MC | Henryk Kasperczak  |     |
| 14 | MC | Zygmunt Maszczyk   |     |
| 16 | DE | Grzegorz Lato      |     |
| 17 | DE | Andrzej Szarmach   | 62' |
| 18 | DE | Robert Gadocha     |     |
| DT | DT | Kazimierz Górski   |     |

| 18 | DF | Jörgen Augustsson | 60' |
| 22 | MC | Thomas Ahlström   | 80' |

| 21 | DE | Kazimierz Kmiecik | 62' |

| Anotado | 43' | Grzegorz Lato |

| Amonestado | 44' | Andrzej Szarmach |
| Amonestado | 49' | Jerzy Gorgoń     |

| Árbitro             | Ramón Barreto    |
| Árbitros asistentes | Alfonso González |
| Árbitros asistentes | Luis Pestarino   |

| 1  | PO | Ronnie Hellström  |     |
| 3  | DF | Kent Karlsson     |     |
| 4  | DF | Björn Nordqvist   |     |
| 5  | DF | Björn Andersson   | 60' |
| 13 | DF | Roland Grip       |     |
| 6  | MC | Ove Grahn         |     |
| 7  | MC | Bo Larsson        |     |
| 14 | MC | Staffan Tapper    | 80' |
| 8  | DE | Conny Torstensson |     |
| 10 | DE | Ralf Edström      |     |
| 11 | DE | Roland Sandberg   |     |
| DT | DT | Georg Ericson     |     |

| 2  | PO | Jan Tomaszewski    |     |
| 4  | DF | Antoni Szymanowski |     |
| 5  | DF | Zbigniew Gut       |     |
| 6  | DF | Jerzy Gorgoń       |     |
| 9  | DF | Władysław Żmuda    |     |
| 12 | MC | Kazimierz Deyna    |     |
| 13 | MC | Henryk Kasperczak  |     |
| 14 | MC | Zygmunt Maszczyk   |     |
| 16 | DE | Grzegorz Lato      |     |
| 17 | DE | Andrzej Szarmach   | 62' |
| 18 | DE | Robert Gadocha     |     |
| DT | DT | Kazimierz Górski   |     |

| 18 | DF | Jörgen Augustsson | 60' |
| 22 | MC | Thomas Ahlström   | 80' |

| 21 | DE | Kazimierz Kmiecik | 62' |

| Anotado | 43' | Grzegorz Lato |

| Amonestado | 44' | Andrzej Szarmach |
| Amonestado | 49' | Jerzy Gorgoń     |

| Árbitro             | Ramón Barreto    |
| Árbitros asistentes | Alfonso González |
| Árbitros asistentes | Luis Pestarino   |

| 30 de junio de 1974, 16:00 | Polonia                     | 2:1 (1:1) | Yugoslavia | Waldstadion, Fráncfort                                                           |                                                                                  |
|                            | Deyna 24' (pen.) · Lato 62' | Reporte   | Karasi 43' | Asistencia: 58.000 espectadores Árbitro(s): Rudi Glöckner (Alemania Democrática) | Asistencia: 58.000 espectadores Árbitro(s): Rudi Glöckner (Alemania Democrática) |

| 2  | PO | Jan Tomaszewski    |     |
| 4  | DF | Antoni Szymanowski |     |
| 6  | DF | Jerzy Gorgoń       |     |
| 9  | DF | Władysław Żmuda    |     |
| 10 | DF | Adam Musiał        |     |
| 12 | MC | Kazimierz Deyna    | 80' |
| 13 | MC | Henryk Kasperczak  |     |
| 14 | MC | Zygmunt Maszczyk   |     |
| 16 | DE | Grzegorz Lato      |     |
| 17 | DE | Andrzej Szarmach   | 57' |
| 18 | DE | Robert Gadocha     |     |
| DT | DT | Kazimierz Górski   |     |

| 1  | PO | Enver Marić         |     |
| 2  | DF | Ivan Buljan         |     |
| 3  | DF | Enver Hadžiabdić    |     |
| 5  | DF | Josip Katalinski    |     |
| 6  | DF | Vladislav Bogićević |     |
| 7  | MC | Ilija Petković      | 81' |
| 8  | MC | Branko Oblak        | 16' |
| 10 | MC | Jovan Aćimović      |     |
| 9  | DE | Ivica Šurjak        |     |
| 18 | DE | Stanislav Karasi    |     |
| 19 | DE | Dušan Bajević       |     |
| DT | DT | Miljan Miljanić     |     |

| 11 | DE | Lesław Ćmikiewicz | 57' |
| 19 | MC | Jan Domarski      | 80' |

| 12 | MC | Jurica Jerković   | 16' |
| 20 | MC | Vladimir Petrović | 81' |

| Anotado         | 24' | Kazimierz Deyna |
| Anotado · Penal | 62' | Grzegorz Lato   |

| Anotado | 43' | Stanislav Karasi |

| Árbitro             | Rudi Glöckner    |
| Árbitros asistentes | Armando Marques  |
| Árbitros asistentes | Werner Winsemann |

| 2  | PO | Jan Tomaszewski    |     |
| 4  | DF | Antoni Szymanowski |     |
| 6  | DF | Jerzy Gorgoń       |     |
| 9  | DF | Władysław Żmuda    |     |
| 10 | DF | Adam Musiał        |     |
| 12 | MC | Kazimierz Deyna    | 80' |
| 13 | MC | Henryk Kasperczak  |     |
| 14 | MC | Zygmunt Maszczyk   |     |
| 16 | DE | Grzegorz Lato      |     |
| 17 | DE | Andrzej Szarmach   | 57' |
| 18 | DE | Robert Gadocha     |     |
| DT | DT | Kazimierz Górski   |     |

| 1  | PO | Enver Marić         |     |
| 2  | DF | Ivan Buljan         |     |
| 3  | DF | Enver Hadžiabdić    |     |
| 5  | DF | Josip Katalinski    |     |
| 6  | DF | Vladislav Bogićević |     |
| 7  | MC | Ilija Petković      | 81' |
| 8  | MC | Branko Oblak        | 16' |
| 10 | MC | Jovan Aćimović      |     |
| 9  | DE | Ivica Šurjak        |     |
| 18 | DE | Stanislav Karasi    |     |
| 19 | DE | Dušan Bajević       |     |
| DT | DT | Miljan Miljanić     |     |

| 11 | DE | Lesław Ćmikiewicz | 57' |
| 19 | MC | Jan Domarski      | 80' |

| 12 | MC | Jurica Jerković   | 16' |
| 20 | MC | Vladimir Petrović | 81' |

| Anotado         | 24' | Kazimierz Deyna |
| Anotado · Penal | 62' | Grzegorz Lato   |

| Anotado | 43' | Stanislav Karasi |

| Árbitro             | Rudi Glöckner    |
| Árbitros asistentes | Armando Marques  |
| Árbitros asistentes | Werner Winsemann |

| 3 de julio de 1974, 17:00 | Polonia | 0:1 (0:0) | Alemania Federal | Waldstadion, Fráncfort                                               |                                                                      |
|                           |         | Reporte   | Müller 76'       | Asistencia: 62.000 espectadores Árbitro(s): Erich Linemayr (Austria) | Asistencia: 62.000 espectadores Árbitro(s): Erich Linemayr (Austria) |

| 2  | PO | Jan Tomaszewski    |     |
| 4  | DF | Antoni Szymanowski |     |
| 6  | DF | Jerzy Gorgoń       |     |
| 9  | DF | Władysław Żmuda    |     |
| 10 | DF | Adam Musiał        |     |
| 12 | MC | Kazimierz Deyna    |     |
| 13 | MC | Henryk Kasperczak  | 80' |
| 14 | MC | Zygmunt Maszczyk   | 80' |
| 16 | DE | Grzegorz Lato      |     |
| 18 | DE | Robert Gadocha     |     |
| 19 | DE | Jan Domarski       |     |
| DT | DT | Kazimierz Górski   |     |

| 1  | PO | Sepp Maier               |
| 2  | DF | Berti Vogts              |
| 3  | DF | Paul Breitner            |
| 4  | DF | Hans-Georg Schwarzenbeck |
| 5  | DF | Franz Beckenbauer        |
| 12 | MC | Wolfgang Overath         |
| 14 | MC | Uli Hoeneß               |
| 16 | MC | Rainer Bonhof            |
| 9  | DE | Jürgen Grabowski         |
| 13 | DE | Gerd Müller              |
| 17 | DE | Bernd Hölzenbein         |
| DT | DT | Helmut Schön             |

| 11 | MC | Lesław Ćmikiewicz | 80' |
| 21 | MC | Kazimierz Kmiecik | 80' |

| Anotado | 76' | Gerd Müller |

| Árbitro             | Erich Linemayr  |
| Árbitros asistentes | Károly Palotai  |
| Árbitros asistentes | Rudolf Scheurer |

| 2  | PO | Jan Tomaszewski    |     |
| 4  | DF | Antoni Szymanowski |     |
| 6  | DF | Jerzy Gorgoń       |     |
| 9  | DF | Władysław Żmuda    |     |
| 10 | DF | Adam Musiał        |     |
| 12 | MC | Kazimierz Deyna    |     |
| 13 | MC | Henryk Kasperczak  | 80' |
| 14 | MC | Zygmunt Maszczyk   | 80' |
| 16 | DE | Grzegorz Lato      |     |
| 18 | DE | Robert Gadocha     |     |
| 19 | DE | Jan Domarski       |     |
| DT | DT | Kazimierz Górski   |     |

| 1  | PO | Sepp Maier               |
| 2  | DF | Berti Vogts              |
| 3  | DF | Paul Breitner            |
| 4  | DF | Hans-Georg Schwarzenbeck |
| 5  | DF | Franz Beckenbauer        |
| 12 | MC | Wolfgang Overath         |
| 14 | MC | Uli Hoeneß               |
| 16 | MC | Rainer Bonhof            |
| 9  | DE | Jürgen Grabowski         |
| 13 | DE | Gerd Müller              |
| 17 | DE | Bernd Hölzenbein         |
| DT | DT | Helmut Schön             |

| 11 | MC | Lesław Ćmikiewicz | 80' |
| 21 | MC | Kazimierz Kmiecik | 80' |

| Anotado | 76' | Gerd Müller |

| Árbitro             | Erich Linemayr  |
| Árbitros asistentes | Károly Palotai  |
| Árbitros asistentes | Rudolf Scheurer |

### Tercer lugar
| 6 de julio de 1974, 16:00 | Brasil | 0:1 (0:0) | Polonia  | Estadio Olímpico de Múnich, Múnich                                    |                                                                       |
|                           |        | Reporte   | Lato 76' | Asistencia: 77.100 espectadores Árbitro(s): Aurelio Angonese (Italia) | Asistencia: 77.100 espectadores Árbitro(s): Aurelio Angonese (Italia) |